# Złota 44
Złota 44 là một tòa nhà chọc trời  (cao 192 mét, 52 tầng ) ở trung tâm Warsaw, Ba Lan. Nó được thiết kế bởi kiến trúc sư người Mỹ gốc Ba Lan Daniel Libeskind  kết hợp với kiến trúc sư Ba Lan. Nó được phát triển bởi giám đốc đầu tư bất động sản Mỹ Amstar và nhà phát triển BBI Development của Warsaw, công ty đã mua tòa nhà từ khi chưa hoàn thành từ nhà phát triển ban đầu ORCO.

## Thiết kế

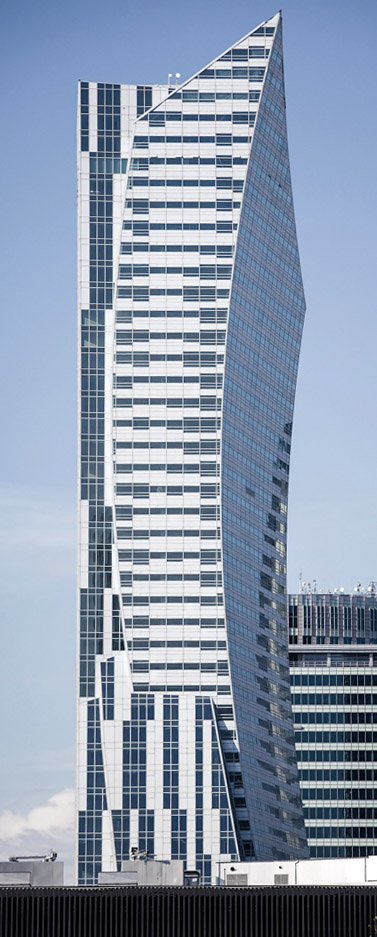
Mặt bên (2014)

Tên Złota 44 xuất phát từ địa chỉ của tòa nhà - Phố Złota ("Vàng"). Nó nằm bên cạnh Cung điện Văn hóa và Khoa học, tòa nhà cao nhất Ba Lan (237 m) và trung tâm mua sắm Złote Tarasy. Với chiều cao 192 mét, Złota 44 là tòa nhà chọc trời cao thứ sáu ở Warsaw.

## Căn hộ
Các căn hộ được đặt từ tầng 9 đến tầng 52. Căn hộ hoàn thiện sẽ được cung cấp chín biến thể thiết kế nội thất. Sẽ có bốn loại căn hộ tùy thuộc vào kích thước của chúng: nhà một phòng ngủ (từ 62 đến 70 mét vuông), nhà cỡ trung bình (từ 90 đến 120 mét vuông), căn hộ lớn hơn (từ 140 đến 250 mét vuông) và penthouse (có thể vượt quá 1000 mét vuông, có thể bao gồm toàn bộ sàn).
Vào ngày 16 tháng 4 năm 2015, việc bán căn hộ đã chính thức được tiếp tục. Tùy thuộc vào vị trí, kích thước, bố trí và tiêu chuẩn hoàn thiện, giá mỗi mét vuông dao động từ 24.000 PLN đến 40.000 PLN.

## Lịch sử

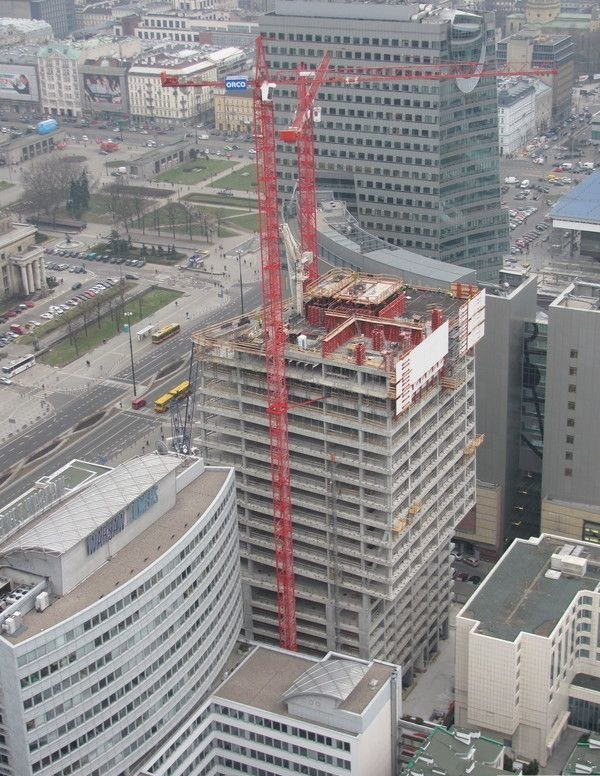
Tháng 4 năm 2011
Tháng 5 năm 2012
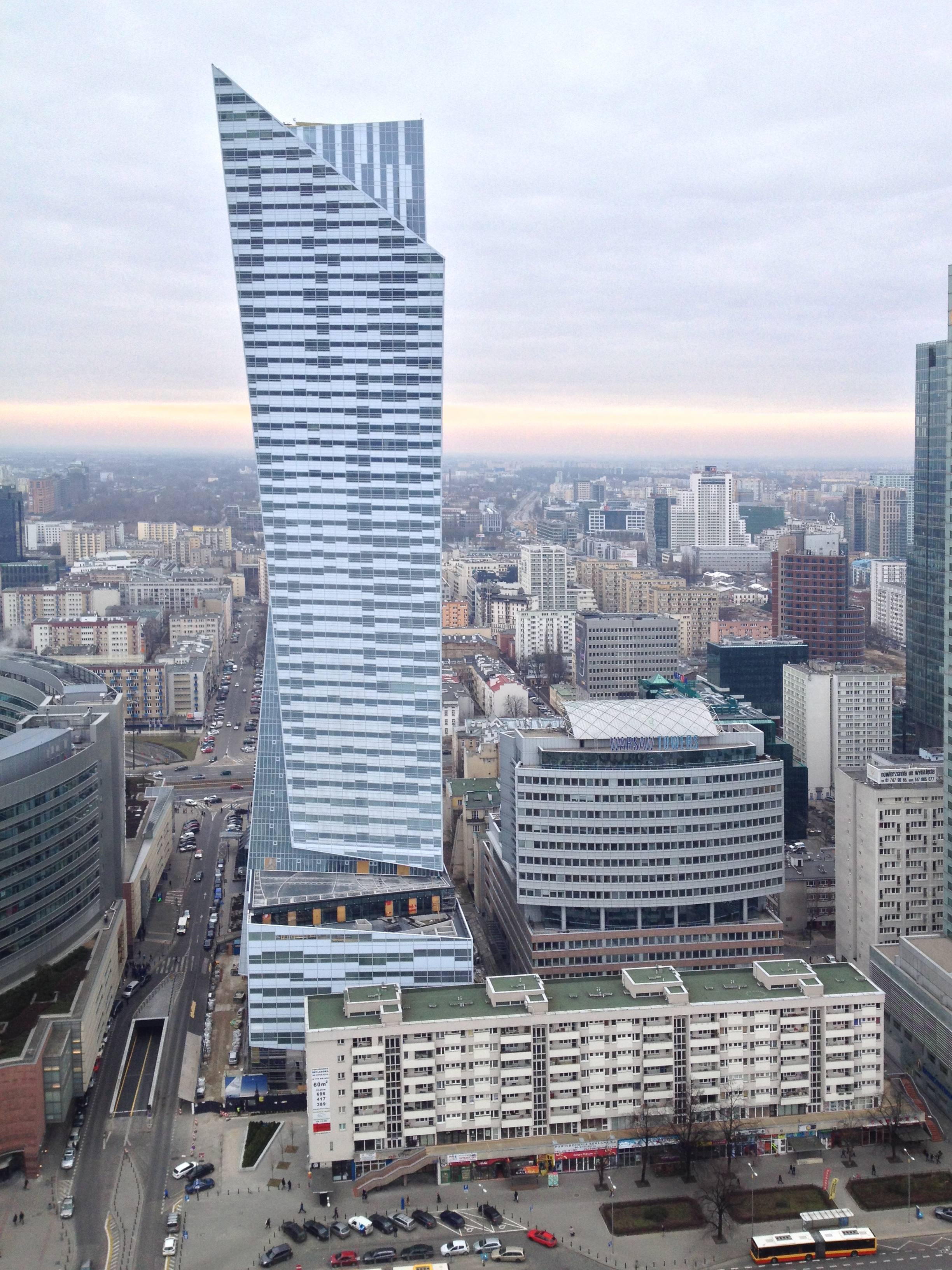
Tháng 2 năm 2014

 Do các vấn đề tài chính của nhà phát triển, việc vô hiệu hóa giấy phép xây dựng và xung đột với cư dân của các tòa nhà xung quanh, việc xây dựng đã bị trì hoãn vào năm 2009, nhưng đã được nối lại vào tháng 1 năm 2011  Vào ngày 3 tháng 2 năm 2012, tòa nhà đã được đổ mái.
Vào ngày 28 tháng 8 năm 2014, việc bán Złota 44 đã hoàn tất. Tòa nhà đã được bán từ ORCO cho Amstar và BBI Development với giá 50 triệu euro (khoảng 215 triệu PLN),, một phần nhỏ trong chi phí xây dựng, ước tính khoảng 700 triệu PLN.